# Ronaldo V-Football

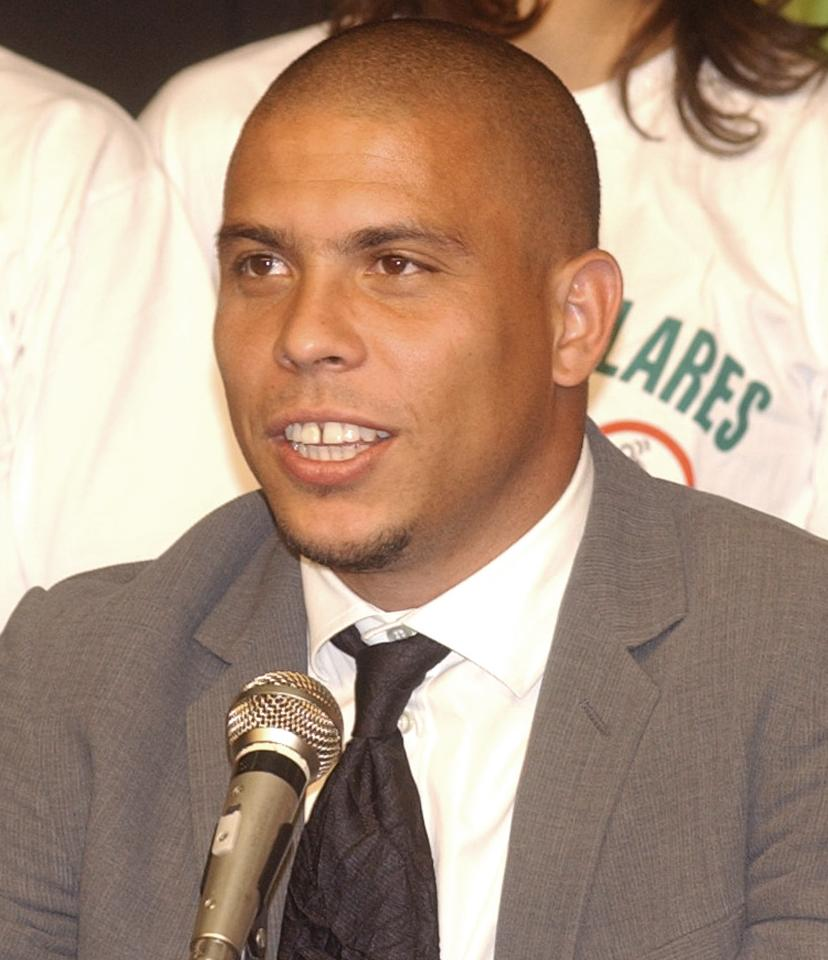
Ronaldo

Ronaldo V-Football is een videospel dat in 2000 op de markt werd gebracht. Het kan gespeeld worden op de PlayStation, PlayStation 2, op de Game Boy Color en de Game Boy Advance.
Het spel is ontwikkeld door power and magic development en gepubliceerd door Infragames. In het spel gaat het om Ronaldo en het Braziliaans voetbalelftal.
Het spel bestaat uit 64 landen van over de hele wereld. Bijna alle spelersnamen zijn echt, op enkele landen na. Er kan gekozen worden uit 15 stadions, het weertype en of het dag of nacht is. Het commentaar is van Peter Vandenbempt.

## De speelmogelijkheden

### Vriendschappelijk
De speler kan vriendschappelijk tegen zowel tegen de computer als tegen een andere player spelen, en zien hoeveel wedstrijden er tegen elkaar zijn gewonnen.

### Arcade Cup
The Arcade cup is een knock-outtoernooi, waar 16 landen aan deelnemen. De speler moet alle vier de wedstrijden winnen om de Arcade Cup te winnen.

### Uitputtingsslag
De speler moet in totaal twee groepen van acht doorstaan met eerst de makkelijkere landen en daarna de moeilijkere, die de speler allemaal zien te winnen. De speler mag hooguit drie keer verliezen. Tussendoor kan dit toernooi niet worden opgeslagen.

### Toernooien
De speler kan hier verschillende toernooien spelen: een zelfgemaakte competitie of cup en een toernooi per werelddeel.

### V-Footballcup
Dit komt overeen met het WK. Men wordt in 8 groepen van 4 ingedeeld. De beste 2 gaan door. Hierna volgt er een knock-outsysteem.

## Ontvangst
| Beoordeeld door                      | Platform       | Datum            | Score |
| ------------------------------------ | -------------- | ---------------- | ----- |
| 4Players.de                          | PlayStation    | 16 november 2000 | 84%   |
| Jeuxvideo.com                        | PlayStation    | 8 juni 2000      | 80%   |
| Power Unlimited                      | PlayStation    | juni 2000        | 80%   |
| Computer Bild Spiele                 | Game Boy Color | 2 februari 2000  | 80%   |
| Meristation                          | PlayStation    | 25 mei 2000      | 80%   |
| NowGamer                             | PlayStation    | 9 juni 2000      | 71%   |
| Total! (Duitsland)                   | Game Boy Color | januari 2000     | 65%   |
| Pocket Magazine / Pockett Videogames | Game Boy Color | 1 februari 2000  | 60%   |
| Player One                           | Game Boy Color | december 1999    | 60%   |
| Jeuxvideo.com                        | Game Boy Color | 13 december 1999 | 60%   |